# Cupremia
Per cupremia (dal latino cuprum, rame) si intende il quantitativo di rame totale nel sangue.
Il rame si trova per il 90% legato alla ceruloplasmina e per il 5% legato all'albumina; il restante costituisce la quantità libera presente nel plasma. Tale valore, per essere considerato normale, deve trovarsi tra i 70 e i 150 microgrammi su decilitro.

## Cause di deviazione dai valori normali
Un aumento della cupremia è dovuto a:
- infezioni acute e croniche
- processi infiammatori
- cirrosi biliare
- emocromatosi
- gravidanza
- assunzione di contraccettivi orali
- linfoma di Hodgkin

Una riduzione del rame nel sangue è dovuto a:
- malattia di Wilson
- sindrome di Menkes
- sindrome da malassorbimento, con diminuzione di rame nelle urine (i livelli normali di rame nelle urine sono 3-35 microgrammi nelle 24 ore);
- sindrome nefrosica, con aumento di rame nelle urine.